# Cave City (Kentucky)
Cave City es una ciudad ubicada en el condado de Barren en el estado estadounidense de Kentucky. En el Censo de 2010 tenía una población de 2240 habitantes y una densidad poblacional de 196,52 personas por km².

## Geografía
Cave City se encuentra ubicada en las coordenadas 37°8′42″N 85°58′2″O / 37.14500, -85.96722. Según la Oficina del Censo de los Estados Unidos, Cave City tiene una superficie total de 11.4 km², de la cual 11.35 km² corresponden a tierra firme y (0.45%) 0.05 km² es agua.

## Demografía
Según el censo de 2010, había 2240 personas residiendo en Cave City. La densidad de población era de 196,52 hab./km². De los 2240 habitantes, Cave City estaba compuesto por el 89.73% blancos, el 5.27% eran afroamericanos, el 0.8% eran amerindios, el 0.45% eran asiáticos, el 0% eran isleños del Pacífico, el 1.7% eran de otras razas y el 2.05% pertenecían a dos o más razas. Del total de la población el 2.99% eran hispanos o latinos de cualquier raza.